# Hugh J. Jewett

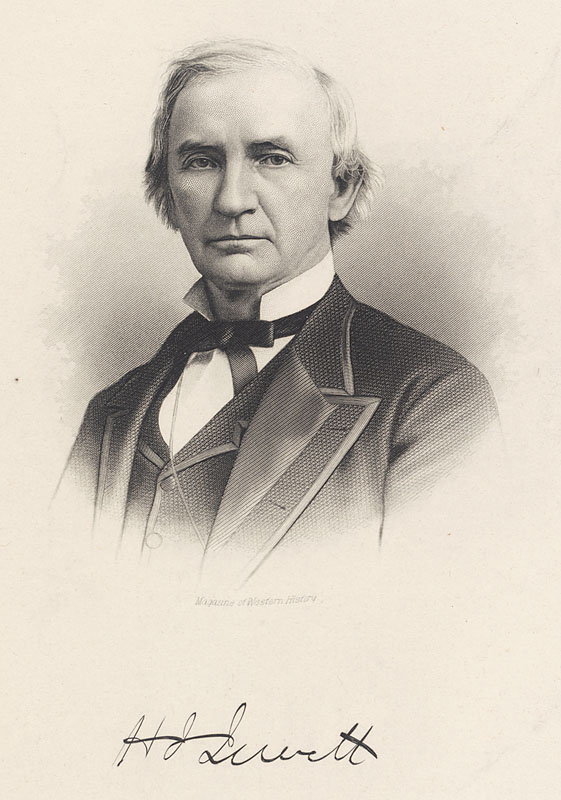
Hugh J. Jewett

Hugh Judge Jewett (* 1. Juli 1817 im Harford County, Maryland; † 6. März 1898 in Augusta, Georgia) war ein US-amerikanischer Politiker. In den Jahren 1873 und 1874 vertrat er den Bundesstaat Ohio im US-Repräsentantenhaus.

## Werdegang
Hugh Jewett war der jüngere Bruder von Joshua Jewett (1815–1861), der den Staat Kentucky im US-Repräsentantenhaus vertrat. Er besuchte vorbereitende Schulen und danach die Hopewell Academy in Pennsylvania. Nach einem anschließenden Jurastudium und seiner 1838 erfolgten Zulassung als Rechtsanwalt begann er in St. Clairsville, Ohio in diesem Beruf zu arbeiten. Nach einem Umweg über Columbus gelangte er im Jahr 1848 nach Zanesville, wo er im Jahr 1852 Präsident der dortigen Niederlassung der State Bank wurde. 1854 übernahm er das Amt des Bundesstaatsanwalts für den südlichen Distrikt von Ohio. Politisch wurde er Mitglied der Demokratischen Partei. Im Jahr 1853 gehörte er dem Senat von Ohio an; 1855 wurde er Abgeordneter im Repräsentantenhaus seines Staates. Jewett stieg auch in das Eisenbahngeschäft ein und wurde 1857 Präsident der Central Ohio Railroad. Dann gründete er die Pittsburgh, Cincinnati & St. Louis Railroad. Außerdem ist er einer der Gründer der Pennsylvania Railroad.
1861 kandidierte Hugh Jewett erfolglos für das Amt des Gouverneurs. Zwei Jahre später scheiterte er in den Wahlen zum US-Senat. Zwischen 1868 und 1869 saß er erneut im Repräsentantenhaus von Ohio. Im Jahr 1871 war er Berater des Pennsylvania Railway System. Bei den Kongresswahlen des Jahres 1872 wurde Jewett im zwölften Wahlbezirk von Ohio in das US-Repräsentantenhaus in Washington, D.C. gewählt, wo er am 4. März 1873 die Nachfolge von Philadelph Van Trump antrat. Dieses Mandat konnte er bis zu seinem Rücktritt am 23. Juni 1874 ausüben. Dieser erfolgte, nachdem er Präsident der damals finanziell angeschlagenen Erie Railroad geworden war. Es gelang ihm bald, diese Eisenbahngesellschaft zu stabilisieren und in die Gewinnzone zurückzubringen. Im Jahr 1884 zog er sich in den Ruhestand zurück, den er in New York City verbrachte. Er starb am 6. März 1898 während eines Besuchs in Georgia und wurde in Zanesville beigesetzt.